# Thomasomys pardignasi
Thomasomys pardignasi — вид мишоподібних ссавців з родини хом'якових (Cricetidae). Новий вид гризунів роду Thomasomys описаний у гірських лісах Кордильєр-дель-Кондор і Кутуку, південно-східний Еквадор, на висоті між 1770 і 2215 метрів. Вид має великі розміри тіла (довжина голови та тіла 137—147 мм) у порівнянні з іншими видами роду, а також вирізняється хвостом, довшим за довжину голови й тулуба, перший і другий нижні моляри з ектолофідом, а третій нижній моляр трохи коротший за другий. Молекулярна філогенія, заснована на мітохондріальних генах, виділила новий вид як члена групи «aureus», найбільш тісно пов'язаної з Thomasomys aureus sensu stricto (генетична відстань 8,57 %), а також додатковий неописаний вид із південно-східного Еквадору. Це відкриття збільшує різноманітність Thomasomys до 46 видів, з яких 17 видів присутні в Еквадорі. Крім того, вид, описаний тут, є першим Thomasomys з басейну Амазонки, роду, який досі вважався обмеженим хребтами Анд.